# 磷酸三正丁酯
磷酸三正丁酯，又称TBP，化学式为(CH3CH2CH2CH2O)3PO。它是无色、无臭的液体，可用于塑化剂与溶剂萃取。它是磷酸和正丁醇形成的酯。

## 合成
磷酸三正丁酯可由三氯氧磷和正丁醇反应制备：
POCl3  +  3 C4H9OH  →   PO(OC4H9)3  +  3 HCl
世界年产量总计3000至5000吨。

## 化学性质
磷酸三正丁酯在一定强度的辐射下可以分解，主要产物是磷酸二正丁酯，也会有少量的磷酸一正丁酯和其它产物。

## 应用
TBP是纤维素酯（如硝化纤维素和乙酸纤维素）的溶剂和增塑剂。 它可以和一些金属形成稳定的疏水配合物；这些配合物可以溶解在有机溶剂及超临界二氧化碳中。TBP在工业中的主要用途是作为飞机液压流体，制动流体的一种组分，并且可用作从其矿石中提取并纯化稀土金属的溶剂。
在废水处理中，TBP可以作为萃取剂，来萃取苯酚等有机物。在核工业中，TBP也是对铀、钚的纯化、分离中最常用的磷酸酯型萃取剂，在萃取过程中，最常用的方法是PUREX法。